# Yan Péchin
Pour les articles homonymes, voir Péchin.
Yan Péchin est un guitariste, producteur et compositeur français.
Guitariste historique d’Alain Bashung et Brigitte Fontaine entre autres, il a signé des musiques pour de nombreux artistes tels Christophe Miossec, Marie-France, Foreman the Band, Brigitte Fontaine, Bertier ou encore Hubert-Félix Thiéfaine ainsi que de nombreuses musiques de films. Il est fait chevalier des Arts et des Lettres en 2021.

## Biographie
Yan Péchin commence sa carrière aux côtés de Jil Caplan, Buzy et Carole Laure au début des années 1990, puis travaille avec des musiciens de raï et de différentes musiques africaines (Cheikha Remitti, Meiway, Zahouania, Bilal, Geoffrey Oryema, Sahraoui).
Il a ensuite accompagné sur scène et sur albums Alain Bashung (à partir de 1999), Brigitte Fontaine (depuis 2004), Jacques Higelin, Hubert-Félix Thiéfaine, Jean-Marc Poignot, Jane Birkin, Marianne Faithfull, Marc Almond , Dick Annegarn, Lou, Link Wray, Sapho, Tricky, Nilda Fernandez, Catherine Ringer, Marie France, Marie Modiano, Cheikha Remitti, Garland Jeffreys, Marianne Dissard, Christophe Miossec, Sylvie Vartan, Chris Spedding, Raphaël, Chloé Mons, Thomas Fersen ainsi que Rachid Taha.
En 2013, il rencontre le chorégraphe Hamid Ben Mahi dans le cadre de leur création Apache, autour de l'univers d'Alain Bashung. S'ensuit un spectacle mélangeant danse, hip hop et musique classique et contemporaine dont il assure la direction musicale à l’opéra de Bordeaux ainsi qu'en tournée en France. Simultanément, il compose la musique du spectacle Mémoire de Frau Major et en assure la direction musicale.
En 2014, il compose la chanson Angelus pour Thiéfaine sur l'album Stratégie de l'inespoir, qui sera le single de l’album. 
Parallèlement à la composition et à la réalisation d’environ 240 albums en tant que musicien, Yan Péchin a joué sur une cinquantaine de musiques de film. Il a également composé les bandes sonores originales des films My Little One, de Frédéric Choffat, People of Bruce, de Nicolas Vray, Entre chiens et loups, d'Antoine Novat, Les Champs photographiques, de Muriel Schulze, Palettes électriques, un portrait de Yan Péchin, de Yvan Stoetzel, Adieu Poisson de Yasmine Lopez, La machine ronde de Lucas Racasse, Tangos de Nagib Chtaïb ou encore Mords-Les de Gustave Kervern et Benoît Delépine et Reveillez les vivants de Benoit Mouchart 
En 2019, il collabore avec l'écrivain Alain Damasio pour la sortie des Furtifs afin de créer une bande originale du roman, intitulée Entrer dans la couleur. Un album sort quelques mois plus tard. Les deux hommes sillonnent la France pour une série de concerts-lectures ou de rock-fiction. L'auteur lui dédie un slam intitulé Péchin, n'empêche.
En 2020, il arrange et réalise l'album Terre neuve de Brigitte Fontaine, pour lequel il y compose quelques titres. S'ensuivent des concerts en France dont l'Olympia et le Café de la Danse. En 2020 également, il collabore avec l'Armée Mexicaine, groupe comprenant les musiciens de Rachid Taha, pour des concerts hommage.
En 2021, il compose la bande originale de la pièce de théâtre S’enfouir d'Aline César. Elle est jouée à Avignon en juillet 2023.                                                                    En 2023, il réalise et compose l’album du groupe belge Bertier Machine ronde ainsi que l’album du groupe franco-anglais Foreman, toux deux sortis en 2024. Il réalise également l’album de Maeva Kane, sorti la même année.
2025 :Sortie de l’ album  : Yan Pechin & Emma Foreman                                   
2025  : Composition de la musique du film SF "Machine Ronde "de Lucas Racasse . 8 victoires en festivals pour là meilleure musique de film ( BEST SOUNDTRACK - New York Independant festival - Milano absurd film festival -UK Cult movies international festival - New York Redmoon festival - Monza film festival - Pokhra Humro cinema film fest - Salt Lake City zepstone international film festival -New York Magic screen Festival ) 

## Distinctions
- Chevalier de l'ordre des Arts et des Lettres (2021)

## Discographie

### Participations
- 1989 : Western Shadows - Carole Laure
- 1990 : La Charmeuse de serpents - Jil Caplan
- 1991 : She Says Move On - Carole Laure
- 1991 : 200% Zoblazo - Meiway
- 1993 : Avant qu'il ne soit trop tard - Jil Caplan
- 1993 : Jamais 203 - Meiway
- 1994 : Magnum et matinées dansantes - Axelle Renoir
- 1996 : Versions Jane - Jane Birkin
- 1996 : Jil Caplan - Jil Caplan
- 1996 : Toute une vie à une - Arielle
- 1997 : L'air est différent - Ignatus
- 1997 : Les génies vous parlent - Meiway
- 1997 : Foce la via - Sweetness
- 1999 : Extraterrestre - Meiway
- 1998 : Jours de fête - Jil Caplan
- 1998 : 20ème siècle - Static's
- 1999 : Qu4tre - Thomas Fersen
- 1999 : L'Été - Nolorgues
- 2000 : Un homme libre - Sahraoui
- 2000 : Le Physique - Ignatus
- 2001 : Brûle - Miossec
- 2001 : Éternel - Meiway
- 2001 : Photomaton - Manou
- 2001 : Organique (relatif à la vie) - Michèle Atlani
- 2001 : Détachée - François Audrain
- 2002 : Mina menina - Mael
- 2003 : Avec Léo ! - collectif (hommage à Léo Ferré)
- 2003 : C.O.D. - Fabienne Pralon
- 2003 : Le Cri du papillon - James Delleck
- 2004 : 1964 - Miossec
- 2005 : Scandale mélancolique - Hubert-Félix Thiéfaine
- 2005 : Monsieur Clément - Christophe Cirillo
- 2005 : Hadi hala - Cheb Bilal
- 2005 : Kung-Fu et autres cirques de bord de mer - Mael
- 2006 : I'm Not a Rose - Marie Modiano
- 2006 : Chienne d'un seul - Chloé Mons
- 2006 : Mortelle - Arielle
- 2006 : Raretés - Marie France
- 2008 : Universelle - Sapho
- 2008 : Sanctified - Francis Jocky
- 2008 : Kabar - Davy Sicard
- 2009 : 6/9 - B.A. Bahou
- 2010 : Au bon moment, au bon endroit - Buzy
- 2010 : Pacific 231 - Raphaël
- 2010 : Les bras grands ouverts - Marie France
- 2010 : Le Triomphe de l'amour - Areski
- 2011 : Walking - Chloé Mons
- 2011 : Tels Alain Bashung - collectif
- 2011 : Repeat After Me - Rod Janois
- 2012 : Les Ouvriers - Lowell
- 2012 : Appolo 95 (400% Zoblazo) - Meiway
- 2013 : J'ai l'honneur d'être - Brigitte Fontaine
- 2013 : Soon - Chloé Mons
- 2013 : Dernières nouvelles de frau Major - collectif (hommage à Alain Bashung)
- 2013 : Toutes ces filles qui vivent dans mon corps - Céline Renoux
- 2013 : La Beauté du vent - Sara Veyron
- 2013 : Loup commun - Poignot
- 2014 : Stratégie de l'inespoir - Hubert-Félix Thiéfaine
- 2014 : Crée ou crève - Viktor Coup?K
- 2014 : Eldorado - Ysé
- 2014 : Cologne Vier Takes - Marianne Dissard
- 2015 : Dandy - Bertier
- 2015 : Œstrogène - Circé Deslandes
- 2015 : My Man - Vanessa Phillipe
- 2016 : Cigola Gold - Marianne Dissard
- 2016 : Ombres et visages - Mathis
- 2017 : En vérité - Isabelle Boulay
- 2017 : Mid Life - Louis-Cyrille Trébuchet
- 2017 : Anna et Roby - Bertier
- 2019 : Do or Die - Deza XXL
- 2019 : T'es belle à en crever - Thierry Cojan
- 2019 : Champs érotiques - Corinne Milian
- 2019 : Cheval fou - Buzy
- 2019 : Les hommes tombent de la Lune - collectif (spectacle mettant en musique des textes Lyson Leclercq)
- 2020 : Terre neuve - Brigitte Fontaine
- 2020 : La Gouache - R-Wan
- 2023 : Héroïne - Maeva Kane
- 2024 : Dans l'œil - Stéphane Grangier
- 2024 : Machine ronde - Bertier
- 2024 : Peaceful Confusion (album) - Léopold Dumont

### Albums live
- 1995 : Au Casino de Paris - Sylvie Vartan
- 2000 : Jane en concert au Japon - Jane Birkin
- 2004 : La Tournée des grands espaces - Alain Bashung
- 2007 : En plein Bataclan - Jacques Higelin
- 2007 : Scandale mélancolique tour - Hubert-Félix Thiéfaine
- 2009 : Dimanches à l'Élysée - Alain Bashung
- 2011 : Live vu par Jacques Audiard - Raphaël
- 2015 : Solitude des latitudes - Raphaël
- 2019 : 40 ans de chansons sur scène - Hubert-Félix Thiéfaine